# UCP2
UCP2 (proteïna desacobladora 2) és una proteïna membre de la família de transportadors d'anions localitzats a la membrana mitocondrial interna com també ho és el transportador de fosfat inorgànic, entre d'altres. El seu nom es deu a l'elevada homologia d'aquesta proteïna amb UCP1 o termogenina com és el cas d'UCP3 i les altres UCPs. A diferència d'UCP1, d'expressió restringida a teixit adipós marró, l'expressió d'UCP2 és ubíqua i no intervé en la termogènesi adaptativa com ho fa UCP1. Com passa amb UCP3, UCP4 i BMCP1 la seva funció és però encara desconeguda.

## Funció
La seva elevada homologia amb UCP1 (59%) i un 72% d'homologia amb UCP3 ha fet que durant molts anys s'intentés demostrar també la seva implicació en la termogènesi. Tot i així UCP2 no sembla estar implicada en la termogènesi adaptativa i la majoria de proves apunten a la seva possible implicació en la protecció contra espècies reactives de l'oxigen. Recentment s'ha postulat un possible paper d'UCP2 i UCP3 en el transport de Ca2+ a l'interior del mitocondri.